# Stoya
Stoya (ur. 15 czerwca 1986 w Wilmington) – amerykańska modelka, aktorka i reżyserka filmów pornograficznych.

## Życiorys

### Wczesne lata
Urodziła się w Wilmington w Karolinie Północnej. Jej matka była serbskiego pochodzenia, a ojciec szkockiego. Jako dziecko chciała zostać tancerką, w wieku trzech lat uczęszczała na lekcje tańca. Rozpoczęła edukację domową i dostała dyplom szkoły średniej przed ukończeniem szesnastu lat. Jej ojciec pracował w branży IT; miała dostęp do wielu urządzeń elektronicznych, a także do gier. Kiedy miała trzy lata potrafiła używać systemu operacyjnego DOS.
W późniejszych latach przeniosła się do Delaware, gdzie spędziła semestr w Delaware College of Art & Design, ale później odpadła. Po przyjeździe do Filadelfii, brała udział w letnim programie na University of the Arts. Pracowała w Filadelfii jako sekretarka, dystrybutorka i tancerka go-go. Pojawiła się w kilku teledyskach mało znanych zespołów. Po krótkim pobycie w Hollywood, powrócił na Wschodnie Wybrzeże.

### Kariera
Po raz pierwszy trafiła przed kamery w wieku 20 lat w produkcji porno Pulse Distribution Razördolls (2006) z Sashą Grey i Jamesem Deenem. W 2007 podpisała kontrakt z Digital Playground. W 2008 na dwunastej edycji targów erotycznych Venus w Berlinie otrzymała Eroticline Award jako „Najlepsza amerykańska debiutantka”. W 2009 zdobyła AVN Award, XRCO Award i XBIZ Award w kategorii „Nowa gwiazdka roku”.
Grała też w dramacie krótkometrażowym sci-fi Dreams from a Petrified Head (2011) jako Sasha, dramacie krótkometrażowym The Pilgrim (2013), komediodramacie Don Jon (2013) z udziałem Josepha Gordona-Levitta, Scarlett Johansson, Julianne Moore, Anne Hathaway i Channinga Tatuma, komediowym melodramacie Leaving Circadia (2014) jako Julie z Christianem Coulsonem i Ashley C. Williams, a także filmie dokumentalnym Neil Gaiman: Dream Dangerously (2016), serialu Dagger Kiss (2016) jako Mia i filmie sci-fi Ederlezi Rising (2017) jako Nimani. Wystąpiła też w teledysku Amandy Palmer „Do It With a Rockstar” (2012).
W listopadzie 2012 zwyciężyła w rankingu „Brudne i piękne: Najpiękniejsze aktorki porno” (Sucias y hermosas: Las más lindas del porno), ogłoszonym przez hiszpański portal 20minutos.es.
W kwietniu 2013 pisała artykuły do „The Village Voice” i „New Statesman”. Publikowała też na łamach takich czasopism jak „Slate”, „The Verge”, „The New York Times”, „Vice”, „New Statesman”, „The Guardian”, „Nylon”, „Playboy” i „Esquire”.
W latach 2015–2016 wzięła udział w serii TrenchcoatX W 80 sposobów dookoła świata (Around the World in 80 Ways) w odcinkach: „Amsterdam De Wallen”, „London” i „Beograd” z Mickeyem Modem, „NYC Highline” z Michaelem Vegasem, „Paris, 3rd Arrondissement” i „Mexico City” z Wolfem Hudsonem, „Paris, Tourist Style” ze Steve’em Holmesem, „Barcelona” z Wolfem Hudsonem i Mickeyem Modem, „Krk, Haludovo Palace Hotel” i „Athens”.
Od 28 października do 21 listopada 2017 na Off-Broadwayu grała rolę Sharon w przedstawieniu Deana Haspiela Harakiri Kane (Die! Die, Again) z udziałem Alexa Emanuela. 10 kwietnia 2018 powróciła na off-Broadway jako Stella w spektaklu Deana Haspiela The Last Bar at the End of the World u boku Setha Gilliama.

## Życie prywatne
W czerwcu 2009 spotykała się z amerykańskim muzykiem rockowym Marilynem Mansonem, ale później zerwali z powodu harmonogramu tras koncertowych Mansona. We wrześniu 2012 poznała aktora porno Jamesa Deena, z którym związała się w kwietniu 2013. 29 listopada 2015 Stoya napisała na Twitterze, że James Deen przymusowo spenetrował ją bez zgody. Deen zaprzeczył zarzutowi, jakoby zgwałcił i określił je jako „fałszywe”, „skandaliczne” i „zniesławiające”. W następnych dniach osiem innych kobiet ogłosiło, że Deen je zaatakował, internetowe studio pornograficzne Kink.com z San Francisco zrezygnowało ze współpracy z Deenem, a strona internetowa The Frisky usunęła jego kolumnę.

## Nagrody i wyróżnienia
| Rok  | Nagroda          | Kategoria                                       | Film                    | Inni wykonawcy                                                                                          |
| ---- | ---------------- | ----------------------------------------------- | ----------------------- | --- |
| 2008 | Eroticline Award | Najlepszy amerykański przybysz                  | –                       | – |
| 2009 | AVN Award        | Najlepsza nowa gwiazdka                         | –                       | – |
| 2009 | AVN Award        | Najlepsza scena seksu samych dziewczyn          | Cheerleaders (2008)     | Adrenalynn, Jesse Jane, Shay Jordan, Brianna Love, Memphis Monroe, Priya Rai, Sophia Santi i Lexi Tyler |
| 2009 | XBIZ Award       | Nowa gwiazdka roku                              | –                       | – |
| 2009 | XRCO Award       | Nowa gwiazdka                                   | –                       | – |
| 2012 | AVN Award        | Najgorętsza scena seksu (Fan Award)             | Babysitters 2 (2011)    | Jesse Jane, Riley Steele, Manuel Ferrara, Bibi Jones i Kayden Kross                                     |
| 2014 | XBIZ Award       | Najlepsza scena – film zagraniczny              | Code of Honor (2013)    | James Deen                                                                                              |
| 2019 | XBIZ Award       | Najlepsza aktorka w realizacji samych dziewczyn | Talk Derby to Me (2018) | – |

## Wybrana filmografia
| Rok  | Tytuł                                                              | Rola                | Reżyser               |
| ---- | ------------------------------------------------------------------ | ------------------- | --------------------- |
| 2008 | Pirates II: Stagnetti’s Revenge                                    | tancerka brzucha    | Joone                 |
| 2011 | Dreams from a Petrified Head (film krótkometrażowy)                | Sasha               | Dan Ouellette         |
| 2013 | Don Jon                                                            | w roli samej siebie | Joseph Gordon-Levitt  |
| 2013 | The Pilgrim (film krótkometrażowy)                                 | kobieta             | Sean Buttimer         |
| 2014 | Leaving Circadia                                                   | Julie               | Evan Mathew Weinstein |
| 2015 | X-Rated: The Greatest Adult Movies of All Time (film dokumentalny) | w roli samej siebie | Bryn Pryor            |
| 2016 | Neil Gaiman: Dream Dangerously (film dokumentalny)                 | w roli samej siebie | Patrick Meaney        |
| 2016 | Dagger Kiss (serial TV)                                            | Mia                 | Tate Chmielewski      |
| 2017 | Ederlezi Rising                                                    | Nimani              | Lazar Bodroza         |